# Aurel Vlaicu (okręg Botoszany)
Aurel Vlaicu – wieś w Rumunii, w okręgu Botoszany, w gminie Avrămeni. W 2011 roku liczyła 606 mieszkańców.